# Вест-Літтл-Рівер (Флорида)
Вест-Літтл-Рівер (англ. West Little River) — переписна місцевість (CDP) в США, в окрузі Маямі-Дейд штату Флорида. Населення — 34 128 осіб (2020).

## Географія
Вест-Літтл-Рівер розташований за координатами 25°51′25″ пн. ш. 80°14′13″ зх. д. / 25.85694° пн. ш. 80.23694° зх. д. (25.856915, -80.237000).  За даними Бюро перепису населення США в 2010 році переписна місцевість мала площу 12,01 км², з яких 11,81 км² — суходіл та 0,19 км² — водойми.

## Демографія
Згідно з переписом 2010 року, у переписній місцевості мешкало 34 699 осіб у 10 326 домогосподарствах у складі 7734 родин. Густота населення становила 2890 осіб/км².  Було 11102 помешкання (925/км²).
Расовий склад населення:
| - 49,3 % — чорних або афроамериканців - 42,7 % — білих - 0,2 % — корінних американців - 0,2 % — азіатів - 4,9 % — осіб інших рас |

До двох чи більше рас належало 2,7 %. Частка іспаномовних становила 50,6 % від усіх жителів.
За віковим діапазоном населення розподілялося таким чином: 23,2 % — особи молодші 18 років, 62,8 % — особи у віці 18—64 років, 14,0 % — особи у віці 65 років та старші. Медіана віку мешканця становила 37,7 року. На 100 осіб жіночої статі у переписній місцевості припадало 99,7 чоловіків;  на 100 жінок у віці від 18 років та старших — 97,3 чоловіків також старших 18 років.
Середній дохід на одне домашнє господарство  становив 42 104 долари США (медіана — 31 943), а середній дохід на одну сім'ю — 46 028 доларів (медіана — 38 743). Медіана доходів становила 27 730 доларів для чоловіків та 28 072 долари для жінок. За межею бідності перебувало 26,1 % осіб, у тому числі 40,6 % дітей у віці до 18 років та 24,3 % осіб у віці 65 років та старших.
Цивільне працевлаштоване населення становило 12 966 осіб. Основні галузі зайнятості: освіта, охорона здоров'я та соціальна допомога — 22,0 %, транспорт — 12,5 %, роздрібна торгівля — 11,1 %, науковці, спеціалісти, менеджери — 10,3 %.